# Porcari
Porcari település Olaszországban, Toszkána régióban, Lucca megyében. Lakosainak száma 8788 fő (2023. január 1.). Porcari Altopascio, Montecarlo és Capannori községekkel határos.

## Népesség
A település lakossága az elmúlt években az alábbi módon változott:
| Lakosok száma | 8868 | 8904 | 8788 |
|               | 2017 | 2018 | 2023 |